# Spits probleemspinnetje
Het spits probleemspinnetje (Meioneta saxatilis) is een spinnensoort in de taxonomische indeling van de hangmatspinnen (Linyphiidae).
Het dier behoort tot het geslacht Meioneta. De wetenschappelijke naam van de soort werd voor het eerst geldig gepubliceerd in 1844 door John Blackwall.